# 牙保
牙保，現為一個法律專業名詞，與「媒介」、「居中介紹」、「仲介」之意義相若。如修法前之中華民國刑法第349條（贓物罪）中規定：「搬運、寄藏、故賣贓物或為『牙保』（現已改為媒介）者，處五年以下有期徒刑、拘役或科或併科一千元以下罰金。」其中所謂之牙保，即為仲介之意思。

## 意義
牙保，概念上與「媒介」、「居中介紹」、「仲介」相似，但用法稍有不同，「牙保」係用於物品、動產、不動產之仲介，但在用法上帶有負面之意味，用於某種法律上所禁止之行為。而「媒介」較常用在人與事之間。

## 現行法律規範
修法前之中華民國刑法第349條（贓物罪）中規定：「搬運、寄藏、故賣贓物或為『牙保』（現已改為媒介）者，處五年以下有期徒刑、拘役或科或併科一千元以下罰金。」相類似之規定亦見於竊盜犯贓物犯保安處分條例第2條。
中華民國動物用藥品管理法第35條第1項規定：「分裝、販賣、運送、寄藏、『牙保』、轉讓或意圖販賣而陳列或貯藏動物用偽藥或禁藥，處六月以上五年以下有期徒刑，得併科新臺幣五百萬元以下罰金。」，同法第36條第2項規定：「分裝、販賣、運送、寄藏、『牙保』、轉讓或意圖販賣而陳列或貯藏動物用劣藥者，處新臺幣三萬元以上十五萬元以下罰鍰。」相似之用法亦見於藥事法第76、83 - 86、90條；健康食品管理法第17、21條；藥事法施行細則第39條等等。

## 字詞來源
「牙保」一詞曾出現於「宋刑統」卷十三，「田宅交易，須憑牙保，違者準盜論」，指古時候的居間介紹、媒介或仲介。古代認為商業活動是赤裸裸地從中取利，所以帶有些負面的評價，因為古代「牙人」的行徑常被認為有欺詐哄騙、鑽營漁利之嫌，加上其社會地位不高所導致。
光是「牙」字本身就有媒介、仲介之意，如《水滸傳》第三七回：「兄弟張順，他卻如今自在江州做賣魚牙子。」。買賣時之居中介紹人稱為「牙人」、「牙郎」、「牙商」、「牙婆」
、「牙行」
「牙保」一辭，亦與「牙齒」有些許關連性，在諸如牛、馬等貴重牲畜買賣時，因為品種及牲口的鑑視時要靠專家，而該行專家則是依靠牲畜的牙齒來判斷，依靠牙齒鑑定而成的交易，必須承擔保證的責任，所以這個保證人便稱為「牙保」；而牲口交易市場則稱為「牙行」。